# Ōamishirasato
Ōamishirasato (japanska: 大網白里市?, Ōamishirasato-shi) är en stad i den japanska prefekturen Chiba på den östra delen av ön Honshu. Ōamishirasato fick stadsrättigheter 1 jan 2013. 